# سرطان قولوني مستقيمي لاسليلي وراثي
السرطان القولوني المستقيمي اللاسليلي الوراثي (بالإنجليزية: Hereditary nonpolyposis colorectal cancer)‏ أو متلازمة لينش (بالإنجليزية: Lynch syndrome)‏، هو حالةٌ جينية سائدة جسدية ترتبط مع ارتفاع خطر حدوث سرطان القولون، بالإضافة إلى سرطانات أُخرى وتتضمن سرطان بطانة الرحم، وسرطان المبيض، وسرطان المعدة، وسرطان الجهاز الهضمي، وسرطان الحويصلة الصفراوية والمسلك البولي العلوي، وورم الدماغ، وسرطان الجلد. حيثُ تُعزى زيادة خطر حدوث هذه السرطانات إلى طفراتٍ وراثية تُضعف ترميم الدنا غير المتطابق. تعتبر هذه الحالة نوع من متلازمة السرطان.

## الأعراض والعلامات

### خطر السرطان
بالإضافة إلى أنواع السرطان الموجودة في الرسم البياني أعلاه، من المعروف أن متلازمة لينش تساهم أيضًا في زيادة خطر الإصابة بسرطان الأمعاء الدقيقة، وسرطان البنكرياس، وسرطان الحالب/حويضة الكلية، وسرطان الطرق الصفراوية، وسرطان الدماغ، والسرطانة الزهمية. ارتبطت زيادة خطر الإصابة بسرطان البروستات وسرطان الثدي أيضًا بمتلازمة لينش، رغم أن هذه العلاقة غير مفهومة تمامًا.
يحدث ثلثا سرطانات القولون في الأمعاء الغليظة. متوسط العمر لتشخيص سرطان القولون والمستقيم هو 44 سنة لأفراد الأسر التي تستوفي معايير أمستردام للتشخيص. يبلغ متوسط عمر تشخيص سرطان بطانة الرحم نحو 46 عامًا. يظهر تقريبًا عند نصف النساء المصابات بمتلازمة لينش اللاتي يعانين من سرطانَي القولون وبطانة الرحم سرطان بطانة الرحم أولًا، ما يجعل سرطان بطانة الرحم أكثر سرطان خافر شيوعًا في متلازمة لينش. يبلغ متوسط عمر تشخيص سرطان المعدة عند مرضى متلازمة لينش 56 عامًا، وتكون أكثر الأنماط النسيجية حدوثًا هي السرطانة الغدية. سرطانات المبيض المرتبطة بمتلازمة لينش لها متوسط عمر تشخيصي يبلغ 42.5 سنة، ويُشخّص نحو 30% منها قبل سن 40 عامًا.
وجدت دراسة متابعة كبيرة (تكونت من 3,119 مريضًا، بمتوسط متابعة استمر مدة 24 عامًا) تباينًا كبيرًا في معدلات الإصابة بالسرطان بحسب الطفرة التي تحدث، فحتى سن 75 عامًا، كانت مخاطر الإصابة بسرطان القولون والمستقيم، وسرطان بطانة الرحم، وسرطان المبيض، وسرطانات الجهاز الهضمي العلوي (المعدي، أو الإثني عشري، أو سرطان القناة الصفراوية، أو البنكرياس)، وسرطان المسالك البولية، وسرطان البروستات، وأورام الدماغ كما يلي: كان خطر طفرات MLH1 هو: 46%، و43%، و10%، و21%، و8%، و17% و1% على التوالي، وكانت النسب بالنسبة لخطر الإصابة بطفرات MSH2: 57%، و17%، و10%، و25%، و32%، و5% على التوالي، وكان خطر الإصابة بالنسبة لطفرات MSH6: 15%، و46%، و13%، و7%، و11%، و18%، و1% على التوالي.

## الوراثيات
الوراثة في متلازمة لينش هي وراثة جسدية سائدة، والسمة المميزة لها هي ترميم الدنا غير المتطابق، ما يؤدي إلى عدم استقرار الساتل الميكروي، المعروف أيضًا بـ MSI-H (الـH رمز لـ«مرتفع»). يمكن التعرف على عدم استقرار الساتل الميكروي في عينات السرطان في مختبر علم الأمراض. تؤدي معظم الحالات إلى تغيرات في أطوال تكررات ثنائيات النكليوتيدات للقواعد النووية لكل من السيتوزين والأدنين (التسلسل: CACACACACA ...).
ترمّز الجينات الرئيسية الأربعة المتعلقة بمتلازمة لينش عادةً البروتينات التي تشكل الديمرات (أو ثنائيات الوحدات) لتلعب دورها الوظيفي في الجسم:
1. يشكل بروتين MLH1 مع بروتين PMS2 ثنائية وحدة هي MutLα، التي تنسق ارتباط البروتينات الأخرى المشاركة في إصلاح عدم تطابق الدنا مثل هيليكاز الحمض النووي، وبروتين ربط الحمض النووي المفرد، وبوليميراز الحمض النووي.[9][10]
2. يشكل بروتين MSH2 مع بروتين MSH6 ثنائية وحدة مسؤولة عن التعرّف على وجود عدم تطابق من خلال نموذج رابط الدنا (الكتيلة المنزلقة)، وهو بروتين مسؤول عن البحث عن الأخطاء.[11][12]

إن التلف في أي من الجينات المسؤولة عن تشكيل ثنائيات الوحدة سيضعف وظيفة البروتين. تشارك هذه الجينات الأربعة في تصحيح الخطأ (إصلاح عدم التطابق)، وبالتالي فإن أي خلل في هذه الجينات قد يؤدي إلى عدم القدرة على إصلاح أخطاء تكرار الحمض النووي ويسبب حدوث متلازمة لينش. من المعروف أن متلازمة لينش مرتبطة بطفرات أخرى في الجينات المشاركة في مسار إصلاح عدم تطابق الحمض النووي.
لدى الأشخاص الذين يعانون من طفرات MSH6 احتمال أكبر ليكونوا سلبيي معايير أمستردام الثانية. تختلف الأعراض الموجودة عند وجود طفرات MSH6 قليلًا عن الموجودة مع طفرات MLH1 وMSH2، وقد استُخدم مصطلح «متلازمة MSH6» لوصف هذه الحالة. في إحدى الدراسات، كانت دلائل بيثيسدا أكثر حساسية من معايير أمستردام في اكتشافها.
لا تستوفي 39% من الأسر التي لديها طفرات في الجينات المسببة للمتلازمة معاييرَ أمستردام. لذلك، يجب اعتبار الأسر التي وجدت طفرة ضارة في الجينات المسببة لمتلازمة لينش أنها مصابة بهذه المتلازمة بغض النظر عن امتداد تاريخ العائلة. يعني هذا أيضًا أن معايير أمستردام تفشل في تحديد العديد من الأشخاص المعرضين لخطر متلازمة لينش. يُعد تحسين معايير التحرّي مجالًا نشطًا للبحث، بحسب ما هو مفصل في قسم استراتيجيات التحري في هذه المقالة.
يرث معظم الأشخاص المصابون بمتلازمة لينش الحالة من أحد الوالدين. ومع ذلك، بسبب الاختراق غير المكتمل، أو العمر المتغير لتشخيص السرطان، أو انخفاض مخاطر الإصابة بالسرطان، أو الوفاة المبكرة، فليس جميع الأشخاص الذين يملكون طفرة في الجينات المسببة لمتلازمة لينش لديهم والد مصاب بالسرطان. يطور بعض الأشخاص متلازمة لينش أولية في جيل جديد، دون أن يرثوا الجين. في الغالب، يُعرف هؤلاء الأشخاص فقط بعد الإصابة بسرطان القولون المبكر. سينقل الآباء والأمهات المصابون بالمتلازمة الطفرةَ الجينية المسببة بنسبة 50% إلى كل طفل من أطفالهم. من المهم أيضًا أن نلاحظ أن الطفرة الضارة في أحد جينات MMR وحدها لا تكفي لحدوث السرطان، بل يجب أن تحدث طفرات أخرى في جينات أخرى مثبطة للورم.